# Balbir Singh (1924)
Pour les articles homonymes, voir Balbir Singh et Singh.
Balbir Singh Dosanjh, Sr., né le 10 octobre 1924 à Haripur Khalsa (Inde britannique) et mort le 25 mai 2020 à Mohali (Pendjab), est un joueur indien de hockey sur gazon.

## Biographie
Balbir Singh participe à trois éditions des Jeux olympiques avec l'équipe nationale de hockey, de 1948 à 1956, remportant à chaque fois la médaille d'or. Il est d'ailleurs le porte-drapeau de la délégation indienne à la cérémonie d'ouverture des Jeux olympiques d'été de 1952 et des Jeux olympiques d'été de 1956. Il est aussi médaillé d'argent aux Jeux asiatiques de 1958 et aux Jeux asiatiques de 1962.
Il devient par la suite sélectionneur de l'équipe nationale indienne. Il reçoit le Padma Shri en 1957, ce qui est alors une première pour un joueur de hockey sur gazon.